# Grand collier de la Légion d'honneur
Le grand collier de la Légion d'honneur est un insigne français porté par les plus hauts dignitaires de l'ordre national de la Légion d'honneur. Distinction initialement non statutaire, le grand collier est, depuis la IIIe République, le signe distinctif du grand maître de l'ordre, le président de la République.

## Histoire
Dominique-Vivant Denon proposa à Napoléon Ier, le 5 prairial an XII (25 mai 1804), un modèle de collier destiné aux grands officiers ou à l'ornement des armoiries impériales, formé d’une alternance d’enseignes romaines – vexilla en latin – surmontées d'un aigle, et de trophées évoquant les disciplines d’excellence des membres de la Légion d'honneur. Ce collier en entourant l'écu fut intégré au blason de l’Empire diffusé dès août 1804 et fut repris dans la version définitive du contre-sceau de l’État fixée par décret le 16 pluviôse an XIII (5 février 1805).
Sans qu'aucun décret ne soit venu l'officialiser, le grand collier, imaginé par Dominique-Vivant Denon et réalisé par l’orfèvre Martin-Guillaume Biennais, apparut pour la première fois le 2 décembre 1804 lors de la cérémonie du sacre de Napoléon Ier à Notre-Dame-de-Paris. De ce collier d'or émaillé formé de 16 aigles attachées ensemble par de doubles anneaux d'or, il n'existe plus que la description par son fabricant, l'orfèvre, et des représentations iconographiques. Il fut certainement fondu pour fabriquer un collier d'un modèle différent.
De fait, dès le début de 1805, l'Empereur commanda à Biennais la réalisation d'un collier dit du « second type », composé de seize médaillons symbolisant les disciplines d'excellence des membres de la Légion d'honneur, et de seize aigles symbolisant les cohortes, unités territoriales administratives de l'institution, le tout bordé d'une double chaînette alternant abeilles et étoiles, éléments majeurs de la symbolique napoléonienne.
Il n’était pas statutaire : Sa Majesté impériale et royale fit fabriquer plusieurs exemplaires de ce bijou et le distribua à son bon vouloir aux princes et grands dignitaires de l'Empire français. Sa symbolique illustrait les activités d’excellence de la Nation.
Napoléon se fit également réaliser au début de 1805 par le joaillier Marguerite un collier du second modèle garni de diamants. Démonté sous la Restauration, il ne reste plus de ce bijou que le mémoire de fourniture et des représentations iconographiques, dont la plus célèbre est le portrait de Napoléon Ier sur le trône impérial peint par Dominique Ingres.

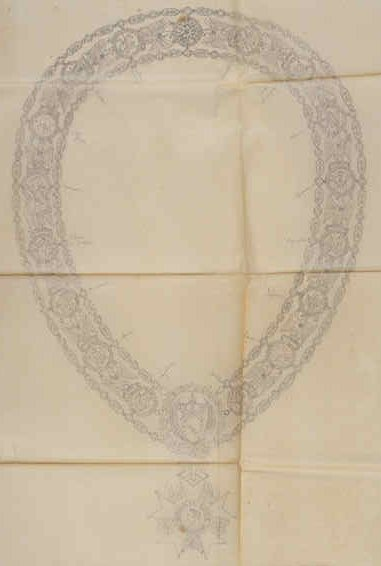
Calque de Martin-Guillaume Biennais en vue de la réalisation du grand collier de Cambacérès (1805).

Appelé à être décoré du grand collier, Cambacérès demanda à Biennais de lui fabriquer sa décoration. Biennais exécuta un calque (voir ci-contre) conservé aujourd'hui à l'université Kokagakuin au Japon. Le 10 février, l'empereur lui remit sa décoration au cours d'une cérémonie officielle au palais des Tuileries, où fut également promu le prince Borghèse.
Tombé en désuétude sous la Restauration et la Monarchie de Juillet, le collier réapparut sous le Second Empire. En 1852, Napoléon III reprit l'usage du grand collier de la Légion d'honneur (modèle second type du Premier Empire) ainsi que des regalia de son oncle.
En 1881, alors que la IIIe République, en place depuis le 4 septembre 1870, organisait ses fastes, l'idée d'un collier de la Légion d'honneur, attribut du président de la République, grand maître de l'ordre, à porter sur l'habit (le frac), se fit jour. La IIIe République crée donc un nouveau collier directement inspiré du premier et en fait l'emblème du président de la République, dont le nom est gravé au revers des maillons. Le dessin original d'un nouveau collier, dérivé du « 2e modèle Empire » fut approuvé par le président Grévy. L'exécution du projet fut confiée à la maison Lemoine et Fils. Chaque médaillon du bijou porte au revers le nom d'un président de la IIIe République, d'Adolphe Thiers à Albert Lebrun, dont deux fois pour ce dernier ainsi que Jules Grévy, tous deux réélus. 
Le nouveau chef de l'État, le maréchal Philippe Pétain, nommé Grand-Croix en 1917, fait graver son nom en  1943, avec la date du 11 juillet 1940, lendemain de sa nomination, sur le grand collier en or, moulé dans un lingot, que l'on remet aux présidents de la République. Son nom est enlevé en 1945.
Le dernier président à l'avoir reçu est Vincent Auriol, en 1947, première année de son mandat. Son nom n'y fut pas gravé, tous les maillons étant occupés.
En 1953, à l’initiative du musée de la Légion d'honneur, la maison Arthus-Bertrand, « fournisseur attitré de la Grande chancellerie et successeur de la maison Le Moyne », réalisa un nouveau collier sur des dessins du ferronnier d'art Raymond Subes et de l'architecte et décorateur André Arbus.
Il fallut attendre le Code de la Légion d'honneur de 1962 pour le voir cité officiellement par un texte comme insigne du grand maître.
Aujourd'hui, la présentation de ce collier par le grand chancelier de l'ordre, actuellement le général d'armée François Lecointre, marque symboliquement la première étape de la cérémonie d'investiture du président élu qui se déroule après la passation des pouvoirs.

Lors de cette cérémonie d'investiture, le président de la République acquiert la qualité de grand maître par le grand chancelier de l'Ordre qui prononce : 

« Monsieur le président de la République, nous vous reconnaissons comme Grand Maître de l'ordre national de la Légion d'honneur. »

Comme l'indique le site de la Légion d'honneur, le collier est l' « attribut d'une fonction, et non [une] décoration décernée à une personne en reconnaissance de ses mérites, le collier de la Légion d'honneur matérialise l'investiture du président de la République en sa qualité de grand maître de l'ordre». Le président de la République nouvellement élu est automatiquement décoré (« élevé à la distinction ») de la grand'croix de la Légion d'honneur et en reçoit les insignes lors de la cérémonie d'investiture,. Il conserve cette décoration avec cette distinction après la fin de son mandat. 
Jusqu'à Georges Pompidou, les présidents de la République portèrent le collier sur l'habit. Depuis, Valéry Giscard d'Estaing simplifia le cérémonial. Le collier n'est plus porté : il est présenté sur un coussin rouge par le grand chancelier au président de la République. Le collier est ensuite déposé au musée de la Légion d'honneur, où il est conservé (avant 1959, il restait en dépôt au palais de l'Élysée). Procès-verbal est dressé.
Quatre exemplaires sont visibles au musée de la Légion d'honneur : celui du maréchal Berthier (« modèle Premier Empire 2e type ») donné par le prince de La Tour d'Auvergne-Lauraguais en 1962, celui donné à l'État par le prince Napoléon en 1979 (« modèle Premier Empire 2e type »), celui de la IIIe République, datant de 1881, et enfin le collier « modèle 1953 » utilisé lors de la cérémonie d'investiture. De son côté le musée de l'Armée conserve le collier de Napoléon donné par Joseph Bonaparte aux Invalides en 1843.

## Attributions

### Sous le Premier Empire
Selon les usages de l'Ancien Régime (ordre de Saint-Michel, ordre du Saint-Esprit, etc.) le port du collier était réservé à une élite et non au seul grand maître.
L'Empereur attribua treize colliers : il fut offert au roi de Rome, aux princes français de la famille impériale (Joseph, Louis, Jérôme et au cardinal Fesch, oncle de l'Empereur). Les princes adoptifs ou par alliance le reçurent également : Eugène de Beauharnais, Joachim Murat, Camille Borghèse et Félix Baciocchi. Les seuls autres bénéficiaires furent les grands dignitaires de l'Empire français Cambacérès, Lebrun, ainsi que Talleyrand et Berthier.

### Second Empire
En 1852, Napoléon III reprend le grand collier de la Légion d'honneur ainsi que les regalia de Napoléon Ier.

### Depuis 1881
Le grand collier est depuis la IIIe République réservé au président de la République, grand maître de l'ordre. Il est modifié et modernisé au cours des IIIe, IVe et Ve Républiques.

## Description

### Les colliers de Napoléon
Le dessin dû à Galy (qui ne fut jamais réalisé), présentait en ligne descendante seize vexilla portant en chiffres romains les numéros des seize cohortes de la Légion séparés par des insignes scientifiques, artistiques, culturels ou militaires symbolisant les activités de la France.
Il y en eut, sous le Premier Empire, sans tenir compte de variantes en soi minimes, deux types essentiellement différents dont le premier servit incontestablement lors du sacre (voir les tableaux de Napoléon en costume du sacre par Robert Lefèvre et le baron Gérard). Par la suite, les princes de la famille impériale, Cambacérès et Talleyrand firent frapper les mêmes colliers dans le bronze. Aucun de ces colliers ne subsiste.
Premier type : L'orfèvre Martin-Guillaume Biennais le décrivait ainsi : « Il est composé de seize grands aigles les ailles ouvertes, et tenant dans leurs serres un foudre, ayant suspendues à leurs cous, la croix d’honneur en or émaillé avec les numéros des cohortes. Les dits aigles sont attachés ensemble par de doubles anneaux d’or et se réunissent au milieu à une couronne de laurier au milieu de laquelle est la lettre N surmontée d’une couronne impériale, et au bas desquels est suspendue la grande croix d’honneur émaillée et ciselée avec le portrait de S. M. l’Empereur d’un côté et de l’autre un aigle impérial posé sur un foudre le tout en or et ciselé […]. »

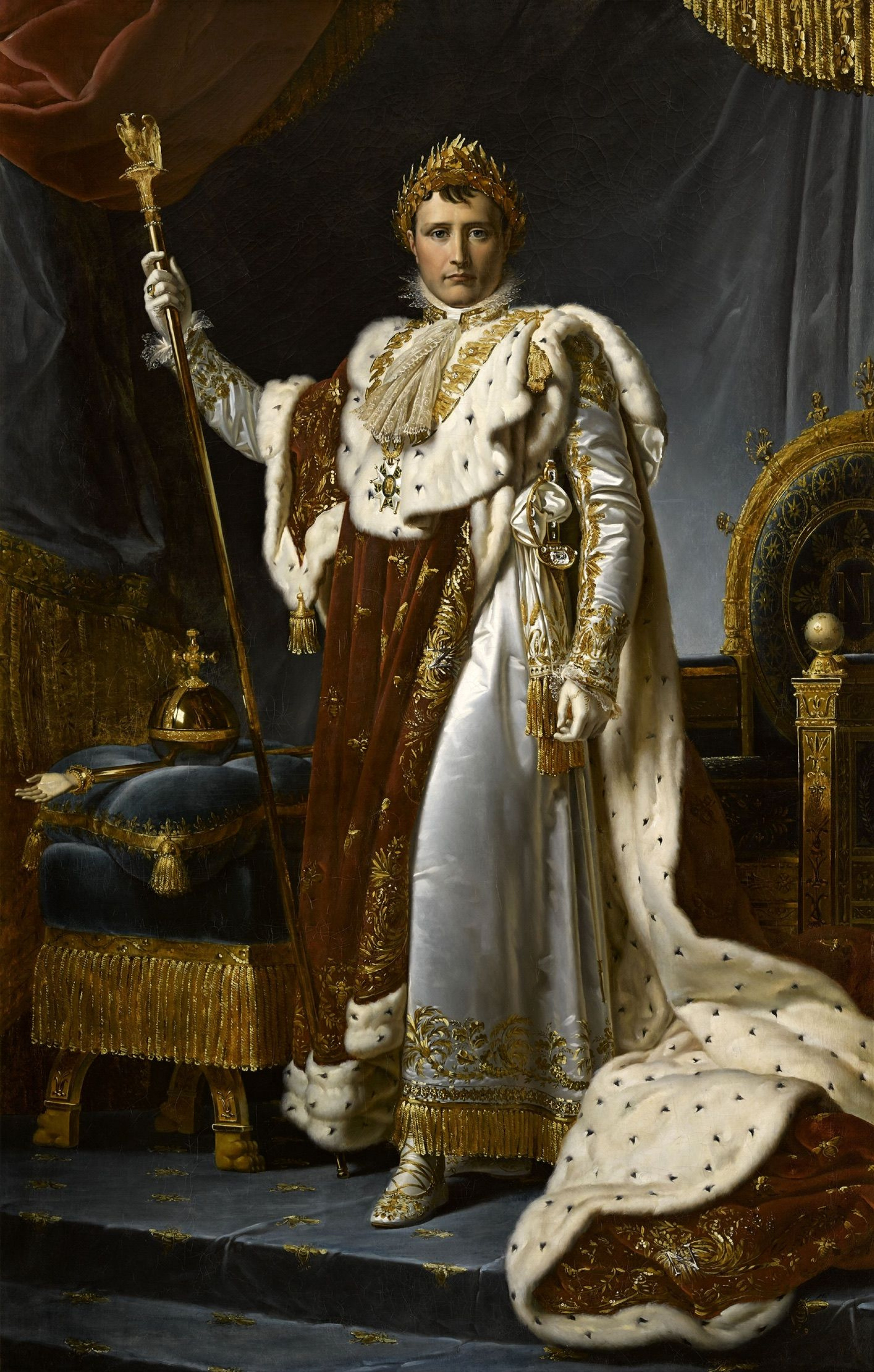
François Gérard, Napoléon Ier en costume du sacre, 1805.
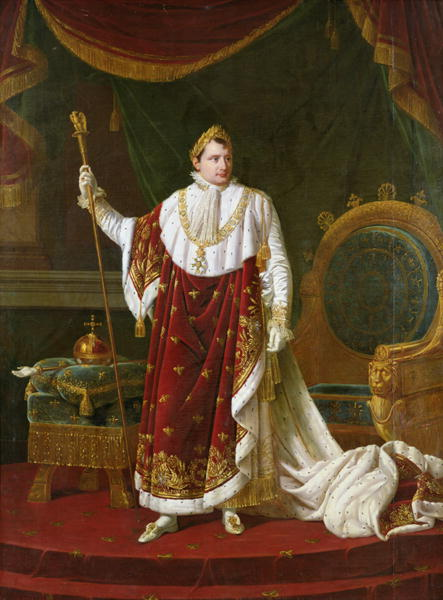
Portrait de Napoléon en costume du sacre, Robert Lefèvre.
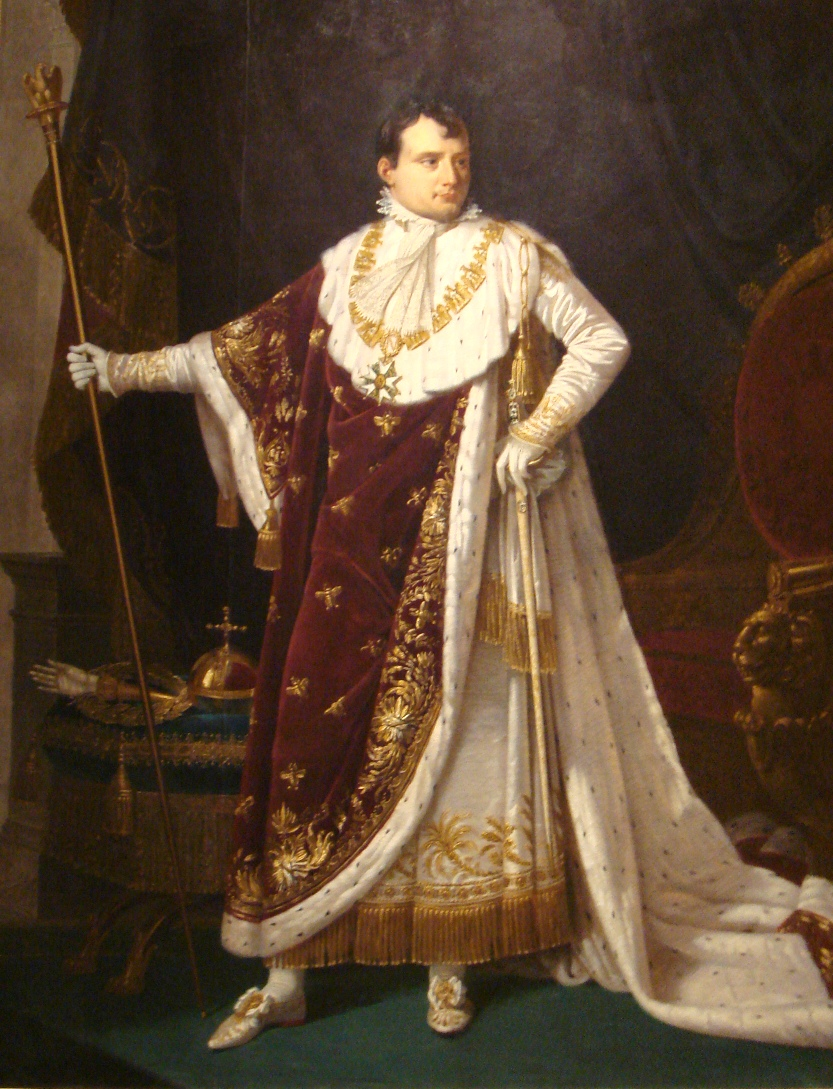
Portrait de Napoléon en costume du sacre, Robert Lefèvre, 1807.
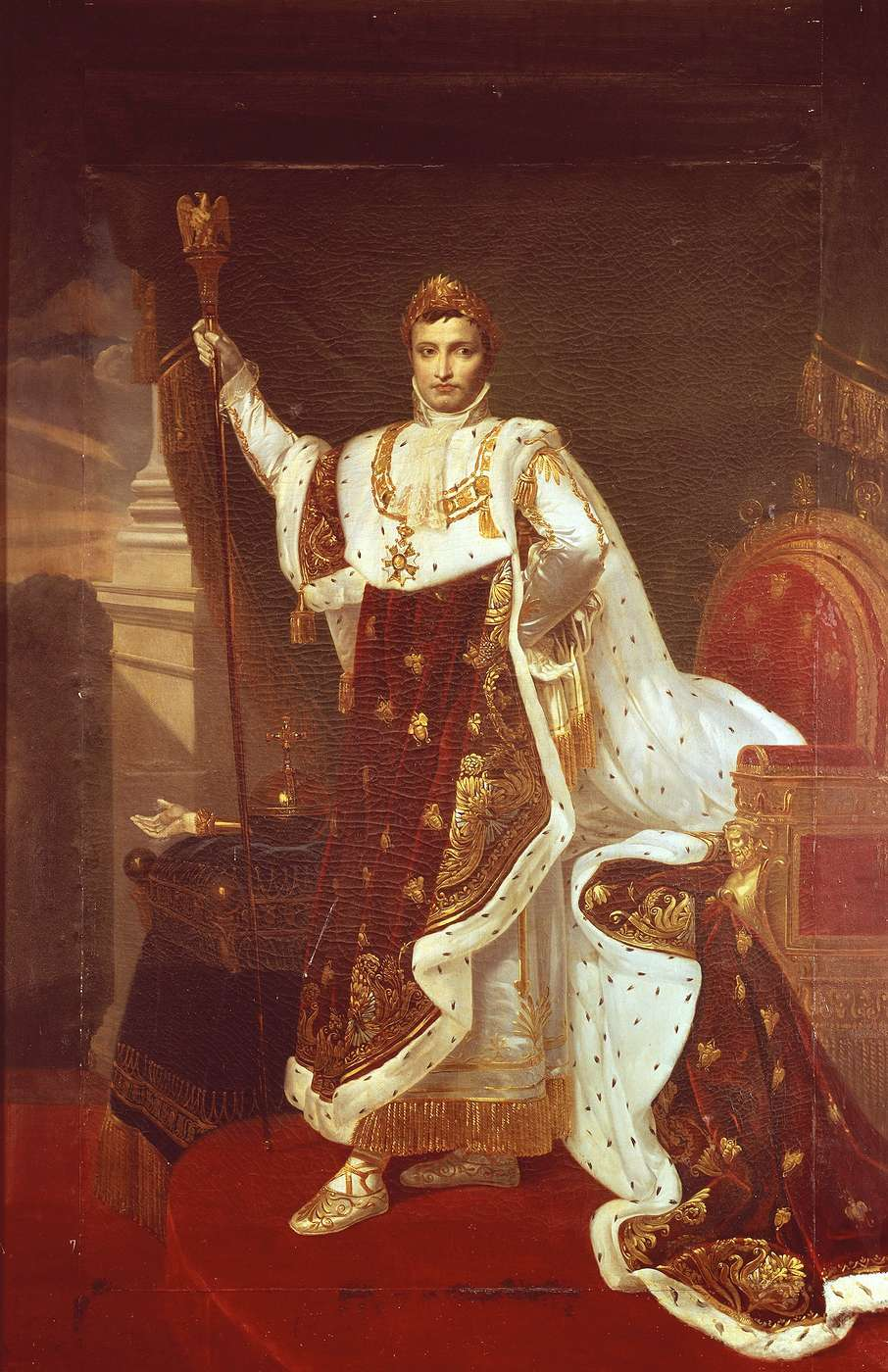
Portrait de Napoléon en costume du sacre, Robert Lefèvre, 1811.
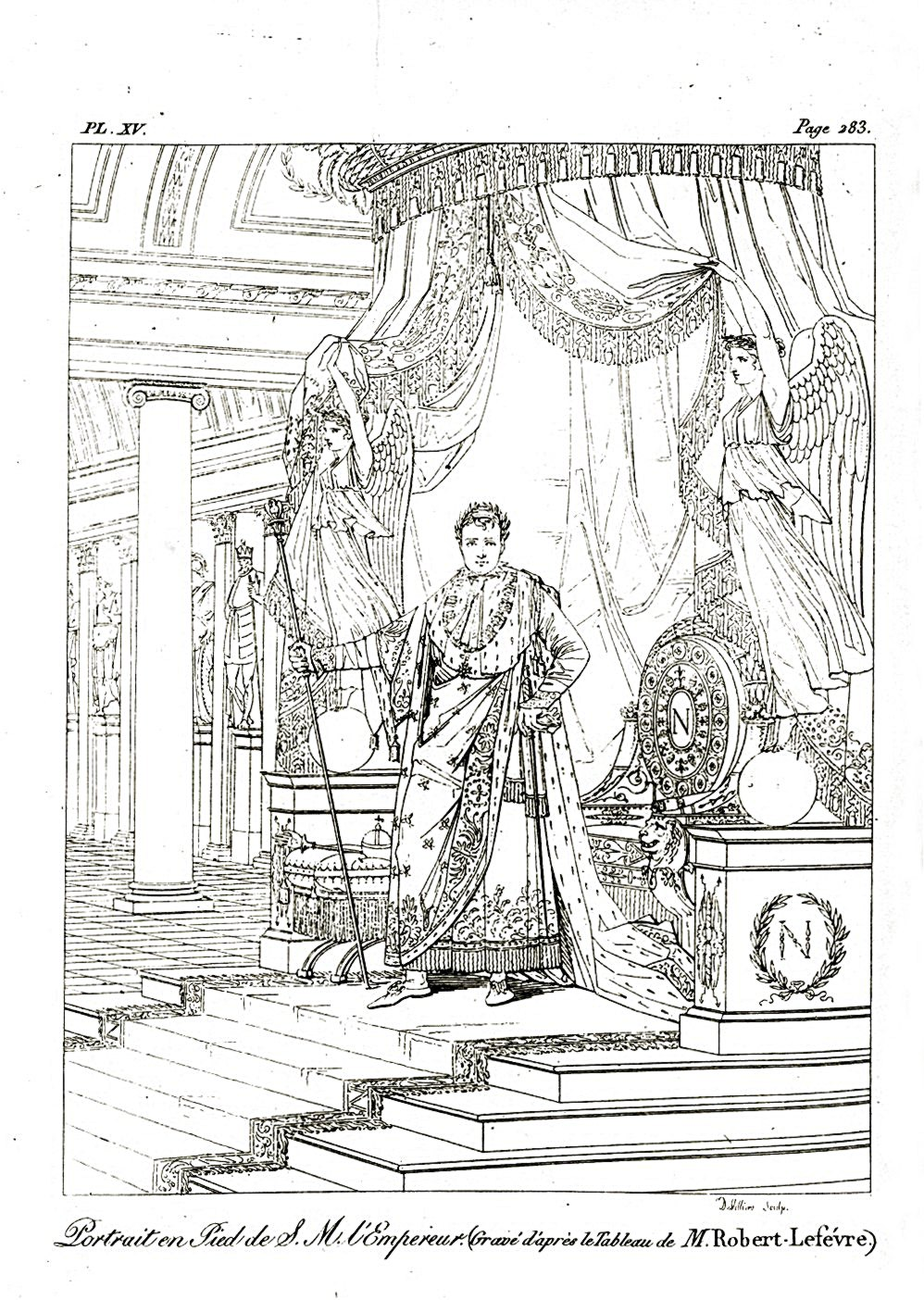
Portrait de Napoléon en costume du sacre, gravure au trait tirée du Pausanias français. d'après le tableau de Robert Lefèvre exposé au Salon de 1806 en même temps que celui d'Ingres.
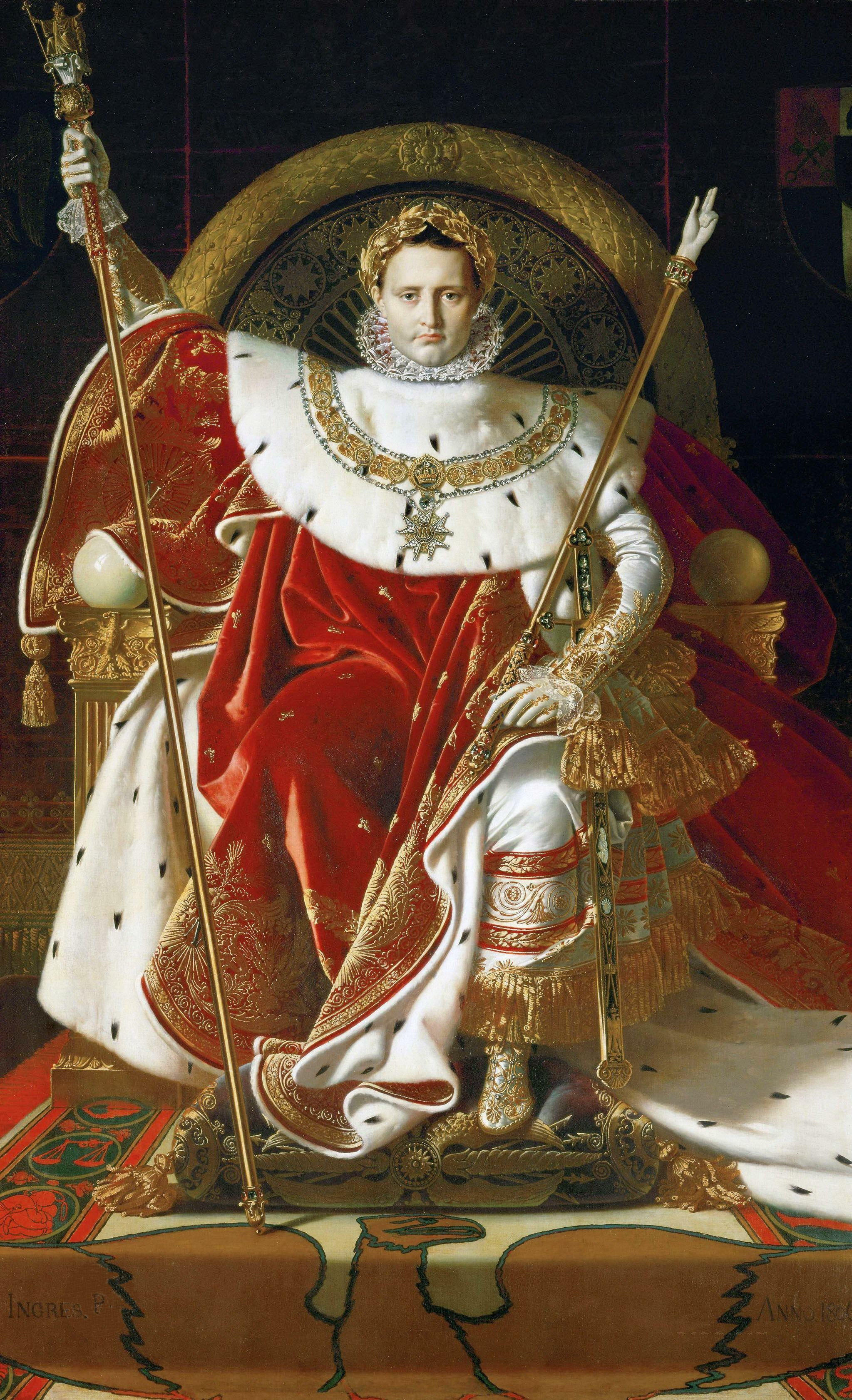
Jean-Auguste-Dominique Ingres, Napoléon Ier sur le trône impérial, 1806.

Nous connaissons, par des tableaux, la même version de ce modèle enrichie de diamants :

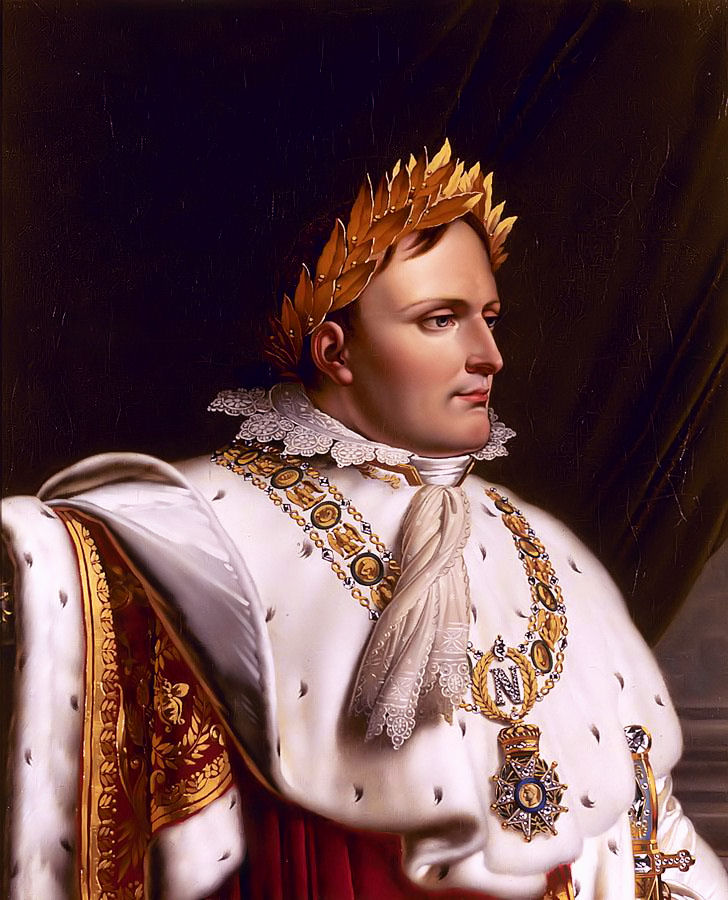
Marie-Victoire Jaquotot, L'Empereur, détail.
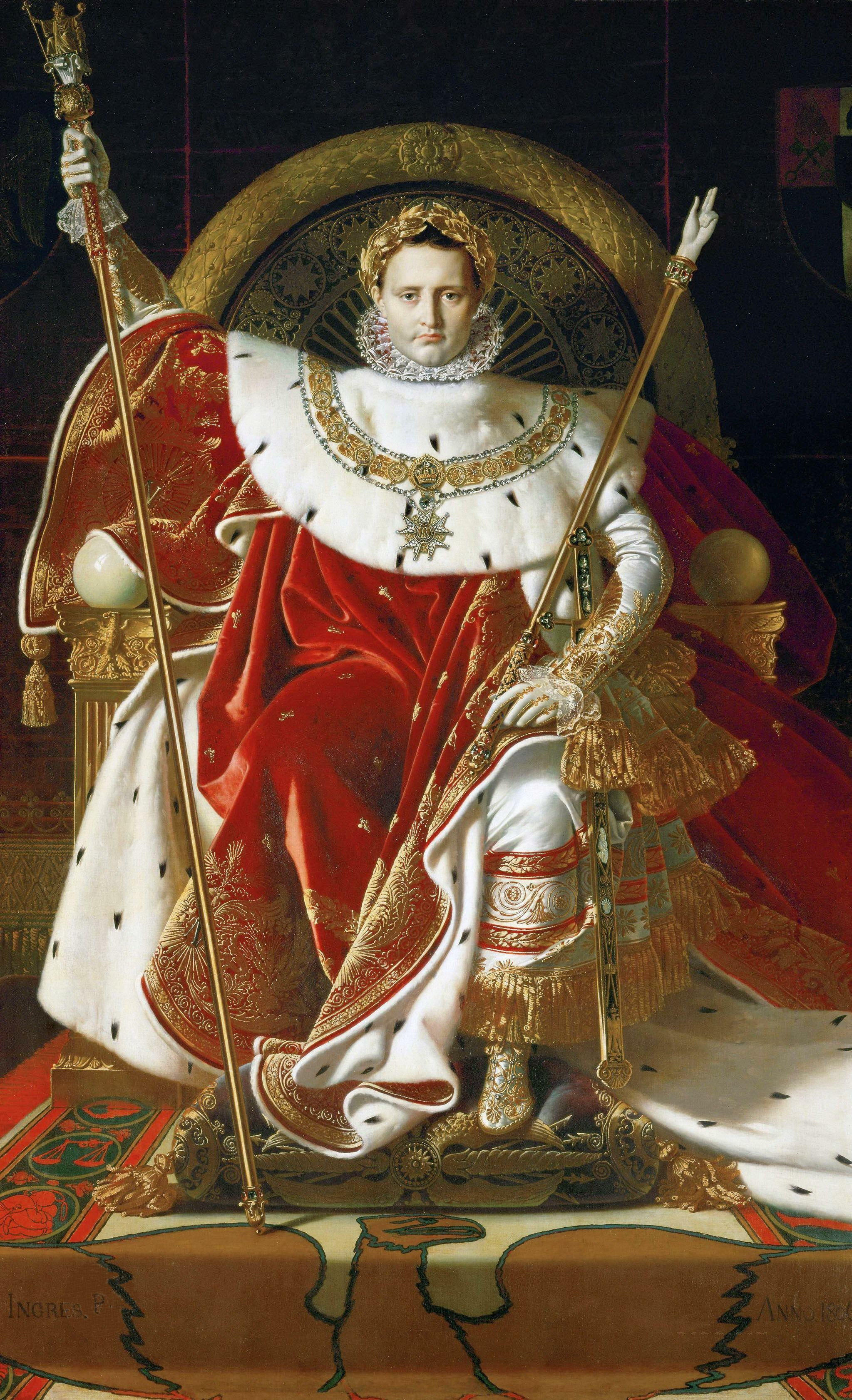
Jean Auguste Dominique Ingres : Napoléon sur le trône impérial, 1806.

Deuxième type : Les aigles en ligne descendante, comme on peut les admirer sur le collier qui repose dans la crypte des Invalides, les attributs des Lettres, Sciences et Arts, placés à l'intérieur d'un médaillon détouré dont la couronne de lauriers est émaillée au naturel, sont reliés entre eux par des aigles au vol abaissé empiétant un foudre. Ils sont cravatés de rouge avec une étoile émaillée de blanc portant au centre les numéros des seize cohortes. Comme précédemment, les aigles ont la tête tournée vers l'intérieur du collier, donc tantôt normales tantôt contournées. Leur chaîne est bordée à l'intérieur comme à l'extérieur par de petites étoiles à cinq rais entourées d'un anneau, alternant avec des médaillons oblongs qui présentent en relief un autre symbole impérial, l'abeille. Le motif central est constitué par un vaste « N » entouré de deux couronnes de palmes et de lauriers concentriques, avec en bout une grande étoile surmontée d'une couronne à aigles contournées.

Un collier, modèle deuxième type Empire.
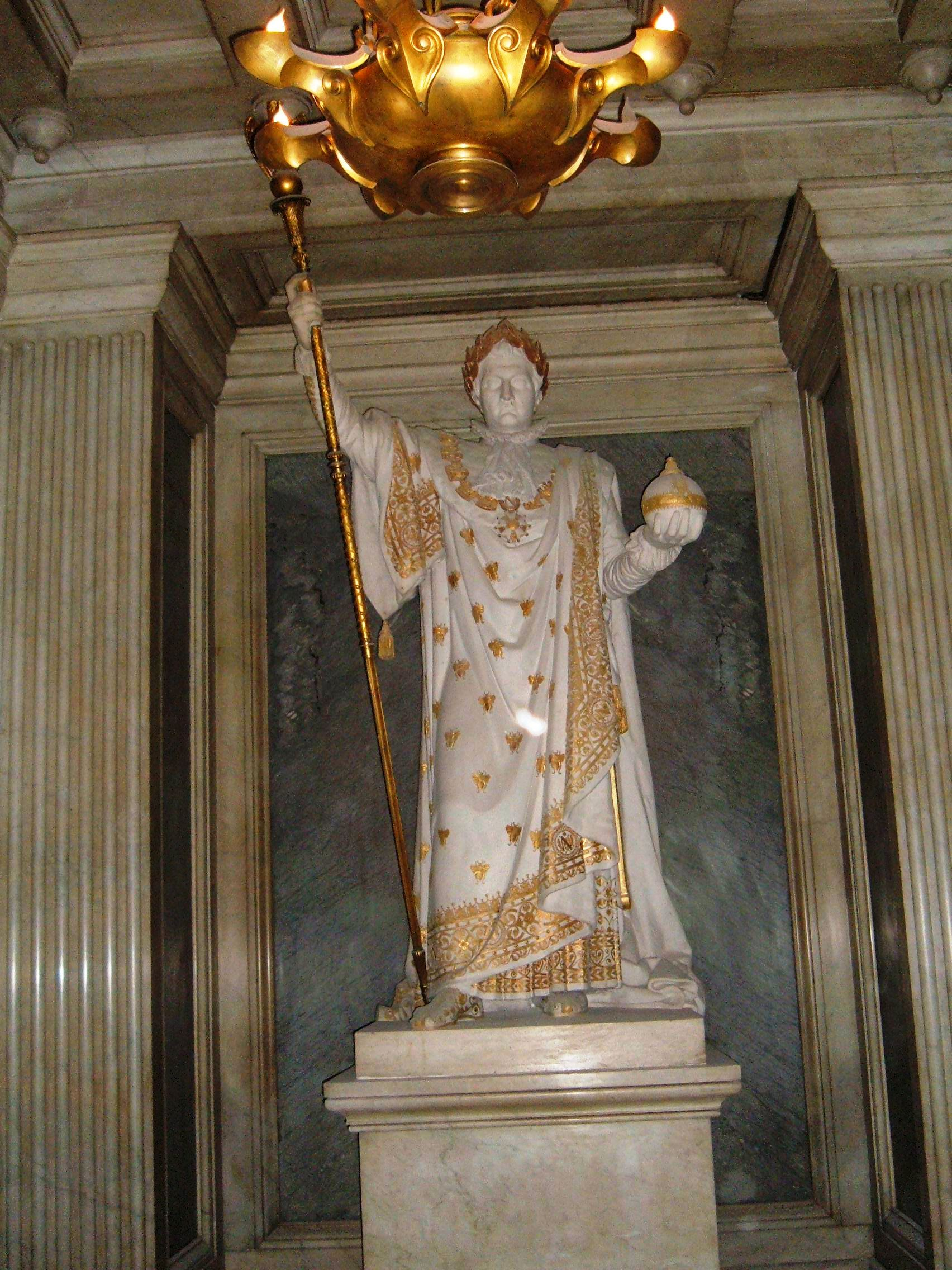
Statue de Napoléon Ier aux Invalides.

Récipiendaires du grand collier
| Nom | Portrait | Armoiries                                                                                        |
| --- | -------- | ------------------------------------------------------------------------------------------------ |
| Napoléon Ier, Grand-maître et fondateur de l'ordre, empereur des Français...                                                           |          |                                                                                                  |
| ...et roi d'Italie |          |                                                                                                  |
| Napoléon II empereur des Français, roi de Rome, duc de Reichstadt                                                                      |          |                                                                                                  |
| Joseph Bonaparte roi de Naples puis roi d'Espagne                                                                                      |          | Le grand collier de la Légion d'honneur n'apparaissait pas sur les armoiries de Joseph Bonaparte |
| Louis Bonaparte roi de Hollande |          |                                                                                                  |
| Jérôme Bonaparte roi de Westphalie |          |                                                                                                  |
| Joseph Fesch cardinal, Grand aumônier de l'Empire                                                                                      | [ 7 ]    |                                                                                                  |
| Eugène de Beauharnais Prince français Vice-roi d'Italie Prince de Venise Grand-duc de Francfort Duc de Leuchtenberg Prince d'Eichstätt |          |                                                                                                  |
| Joachim Murat roi de Naples |          |                                                                                                  |
| Camille Borghèse |          |                                                                                                  |
| Félix Baciocchi |          |                                                                                                  |
| Jean-Jacques-Régis de Cambacérès |          |                                                                                                  |
| Charles-François Lebrun |          |                                                                                                  |
| Charles-Maurice de Talleyrand-Périgord                                                                                                 |          |                                                                                                  |
| Louis-Alexandre Berthier |          |                                                                                                  |
| En 1852, Napoléon III « s'appropria » le grand collier de la Légion d'honneur ainsi que les regalia de son oncle.                      |          |                                                                                                  |
| Napoléon III président de la République française, empereur des Français                                                               |          |                                                                                                  |

### Le collier de laIIIeRépublique
Depuis 1881, le grand collier est le signe distinctif des présidents de la République, grands maîtres de l'ordre de la Légion d'honneur. À porter sur l'habit, le bijou comprend 16 médaillons illustrant les activités de la Nation, alternant avec seize monogrammes « HP » stylisés. Chaque médaillon porte au revers le nom d'un président de la IIIe République.

Grand collier « type 1881 ».

1. Adolphe Thiers (le 31 août 1871) ;
2. Patrice de Mac Mahon (le 24 mai 1873) ;
3. Jules Grévy (le 30 janvier 1879) ;
4. Jules Grévy (le 30 janvier 1886) ;
5. Sadi Carnot (le 3 décembre 1887) ;
6. Jean Casimir-Perier (le 27 juin 1894) ;
7. Félix Faure (le 17 janvier 1895) ;
8. Émile Loubet (le 18 février 1899) ;
9. Armand Fallières (le 18 février 1906) ;
10. Raymond Poincaré (le 18 février 1913) ;
11. Paul Deschanel (le 18 février 1920) ;
12. Alexandre Millerand (le 23 septembre 1920) ;
13. Gaston Doumergue (le 13 juin 1924) ;
14. Paul Doumer (le 13 juin 1931) ;
15. Albert Lebrun (le 10 mai 1932) ;
16. Albert Lebrun (le 10 mai 1939).

Lors de son investiture le 16 janvier 1947, le président Vincent Auriol a reçu le collier de la IIIe République, sans son nom gravé au revers, tous les maillons étant occupés.

### Le collier de 1953

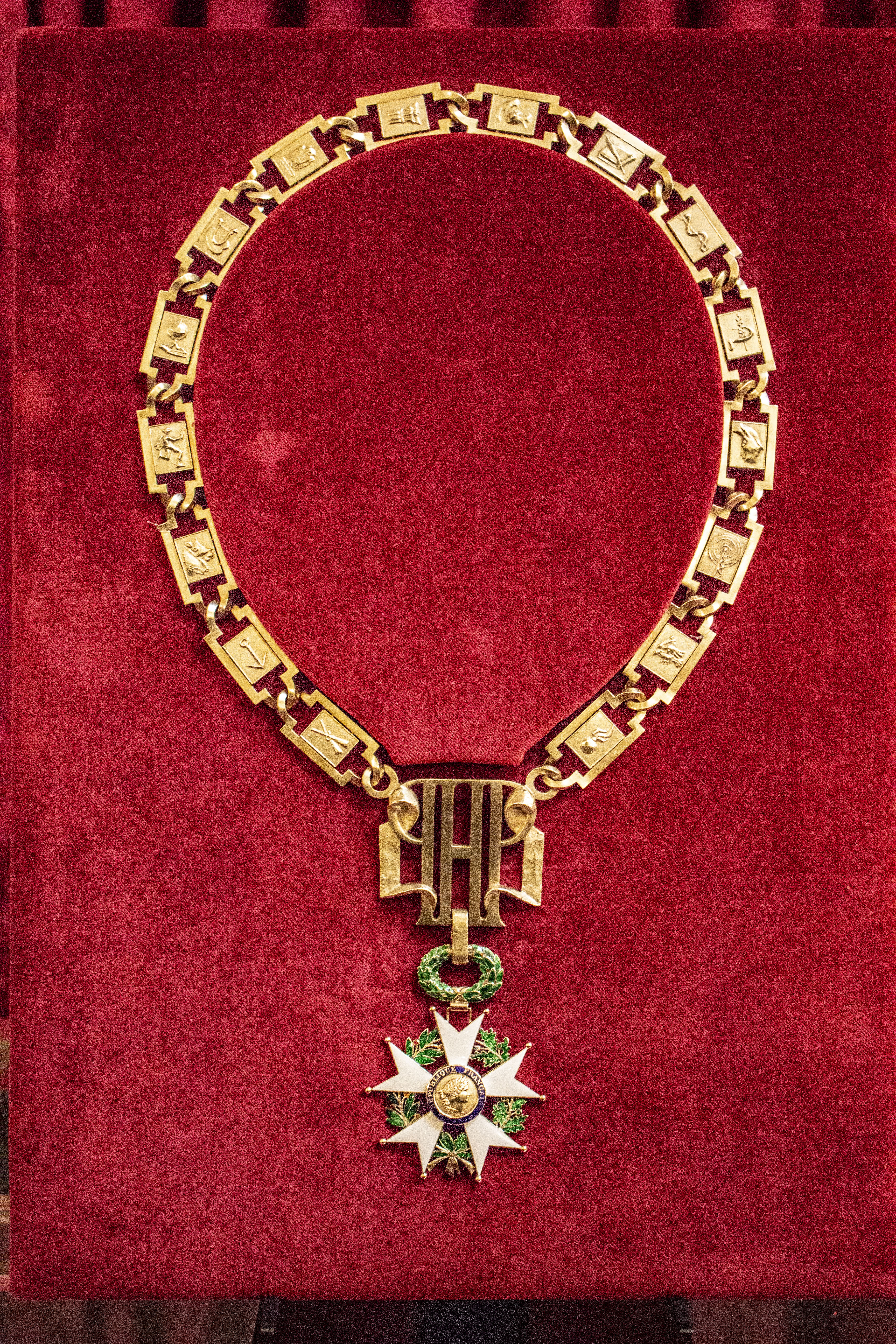
Grand Collier actuel de la Légion d'Honneur de 1953.

Le collier actuel est en or massif travaillé en partie en surface mate, partie en surface brillante. Il est composé de seize maillons (en souvenir des seize cohortes de la Légion), de forme rectangulaire, en or formant une chaîne. Les médaillons symbolisent les activités de la Nation, adaptées aux temps modernes. Le motif central de la chaîne est constitué par le monogramme « HP » (Honneur et Patrie, devise de l'ordre). À ce motif est suspendue par une bélière de feuilles de chêne et de laurier la croix de grand-maître, similaire à celle de grand-croix mais d'un diamètre supérieur, 81 mm. L'ensemble pèse 950 grammes.
Chaque médaillon porte les attributs des symboles de l'ordre et activités de la Nation.
Au revers, on retrouve gravés les noms des grands maîtres avec les dates de prise et cessation de fonction. Le douzième maillon a été le premier à être gravé au laser pour ajouter le nom de François Hollande à l'occasion de son investiture. L'attribution de ces symboles à chaque président se fait non par choix de l'intéressé mais selon l'ordre de disposition des maillons.
Le collier actuel fut solennellement remis au président Vincent Auriol par le général Paul Dassault, grand chancelier de la Légion d'honneur, le 1er décembre 1953. Jusqu’à Georges Pompidou, les présidents de la République française le portèrent sur l’habit de cérémonie.
Depuis Valéry Giscard d’Estaing, qui simplifia le cérémonial, le collier n’est plus porté mais présenté au président de la République par le grand chancelier au cours de la cérémonie d’investiture.
Il reste donc encore deux maillons vierges. Si le quinquennat reste la norme, le collier doit pouvoir être utilisé jusqu'en 2032.
| Maillon    | Activité de la Nation     | Symboles                                | Président                | Date              |
| ---------- | ------------------------- | --------------------------------------- | ------------------------ | ----------------- |
| Maillon 1  | Infanterie                | deux fusils croisés                     | Jacques Chirac           | 17 mai 2002       |
| Maillon 2  | Marine                    | une ancre                               | Nicolas Sarkozy          | 16 mai 2007       |
| Maillon 3  | Cavalerie                 | une tête de cheval, symbole des blindés | François Hollande        | 15 mai 2012       |
| Maillon 4  | Industrie et Commerce     | le dieu Mercure                         | Emmanuel Macron          | 14 mai 2017       |
| Maillon 5  | Connaissance du Monde     | une mappemonde sur un livre             | Emmanuel Macron          | 7 mai 2022        |
| Maillon 6  | Musique et Peinture       | une lyre et une palette                 |                          |                   |
| Maillon 7  | Sciences                  | une chouette                            |                          |                   |
| Maillon 8  | Architecture et Sculpture | une colonne                             | Vincent Auriol           | 1er décembre 1953 |
| Maillon 9  | Œuvres sociales           | une main posée sur la tête d'un enfant  | René Coty                | 16 janvier 1954   |
| Maillon 10 | Littérature               | un livre et une plume                   | Charles de Gaulle        | 8 janvier 1959    |
| Maillon 11 | Médecine et Chirurgie     | un bâton d'Asclépios                    | Charles de Gaulle        | 8 janvier 1966    |
| Maillon 12 | Agriculture               | une faucille et un épi                  | Georges Pompidou         | 20 juin 1969      |
| Maillon 13 | Union française           | deux mains serrées                      | Valéry Giscard d'Estaing | 27 mai 1974       |
| Maillon 14 | Télécommunications        | un radar                                | François Mitterrand      | 21 mai 1981       |
| Maillon 15 | Aviation                  | un oiseau                               | François Mitterrand      | 21 mai 1988       |
| Maillon 16 | Artillerie                | une grenade                             | Jacques Chirac           | 17 mai 1995       |

La numérotation se fait dans le sens horaire en partant de la croix.